# Origanum isthmicum
Origanum isthmicum  (лат.) — вид двудольных растений рода Душица (Origanum) семейства Яснотковые (Lamiaceae). Впервые описан ботаником Авиноамом Данином в 1969 году.

## Распространение, описание
Эндемичен для северной части Синайского полуострова (Египет). Растёт на известняковых скалах.
Многолетнее растение с обоеполыми цветками. Строение цветков и прицветников значительно отличается от близкородственных видов.

## Значение
Сушёные листья растения используются в качестве приправы. Их сушат, измельчают и употребляют с хлебом.